# Елгавская 6-я средняя школа
Елгавская средняя школа № 6 — общеобразовательное учебное заведение в городе Елгава (Латвия)

## История школы
Елгавская средняя школа № 6 основана в 1978 году. Строительство школы финансировала и осуществляла Рижская автобусная фабрика (RAF). В первый учебный год в школе работал 51 учитель и учились 1110 учеников. С момента открытия школы по 26 августа 2010 года директором школы являлся Альфред Адольфович Холст. С 27 августа 2010 года новым директором назначена Ильза Арбидан, на тот момент проработавшая в 6-й школе 21 год. На сегодняшний день учителями в школе работают 6 бывших её выпускников.

## Достижения
Ученики школы неоднократно становились призёрами различных конкурсов и олимпиад по русскому языку, латышскому языку, истории, химии, биологии, математике, изобразительно-прикладному искусству и др. Вместе с Валмиерской Паргауйской гимназией школа представляет Латвию в организованном Британским советом проекте «Challenges in School».

## Школьная реформа
В 2004 году в Латвии планировалась школьная реформа, предусматривающая увеличение количества предметов преподаваемых в государственных и муниципальных школах на государственном языке до 100 %. Родители 6-й Елгавской школы, обеспокоенные реформой, собрали в 2001 году 490 подписей под письмом, направленным в министерство образования, школьную управу, комиссию Сейма и международные организации. Сейчас в младших классах обучение проходит на русском, а в средних классах — на русском и на латышском языках.